# Walker’s Ridge katonai temető
A Walker's Ridge katonai temető ('Walker's Ridge Cemetery) egy első világháborús nemzetközösségi sírkert a Gallipoli-félszigeten.

## Története

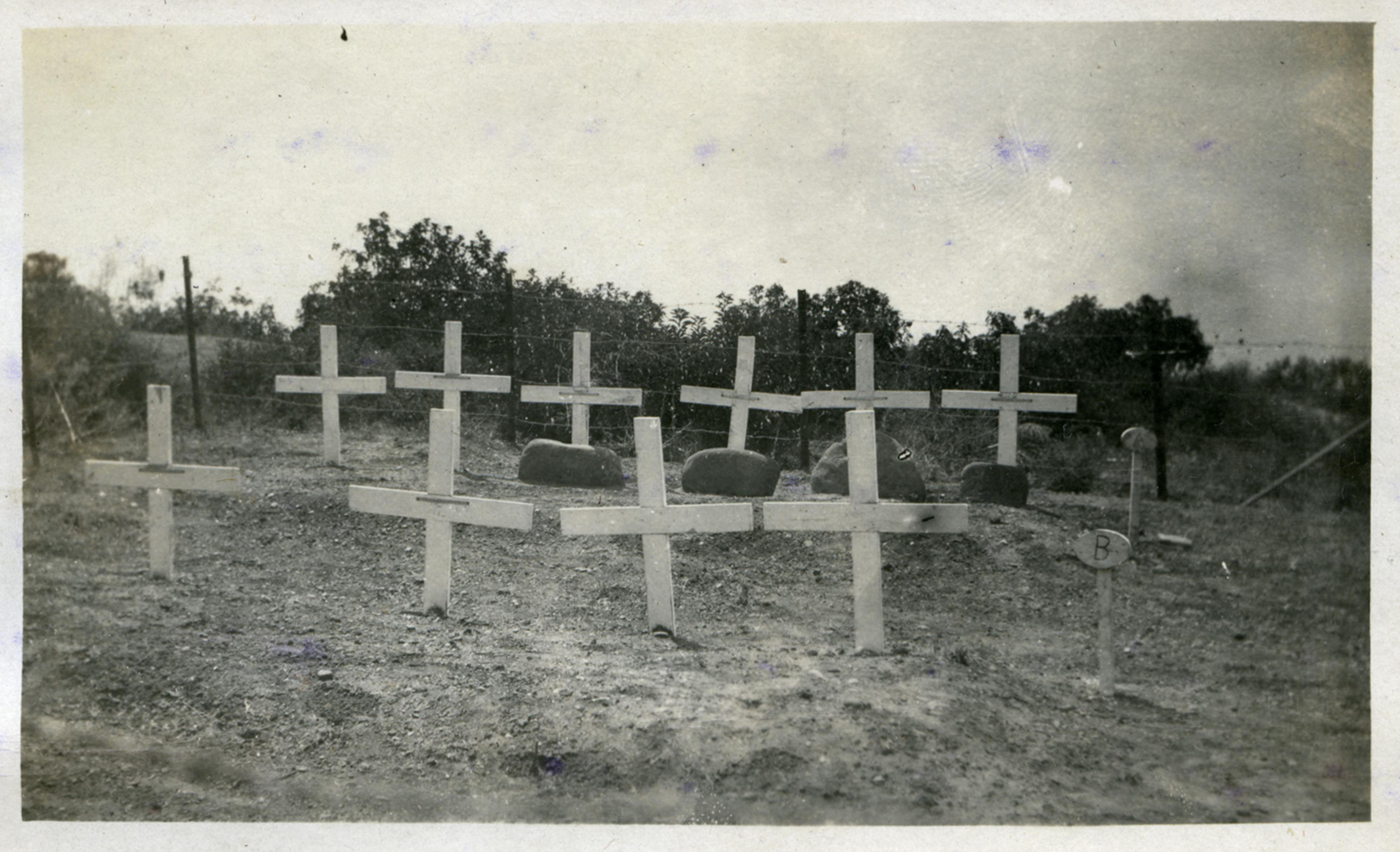
1915. április 16-ai kép

A szövetséges csapatok 1915. április 25-26-án szálltak partra a Gallipoli-félszigeten azzal a céllal, hogy kikényszerítsék Törökország kilépését a háborúból, az új front megnyitásával tehermentesítsék a nyugati frontot és utánpótlási utat nyissanak Oroszország felé.
A Walker’s Ridge (Walker-hegyhát) névadója Harold Walker dandártábornok, az Új-zélandi Gyalogosdandár parancsnokának állása volt. A területet vegyes összetételű csapatok tartották április 27-éig, amikor az új-zélandiak átvették a feladatot. Június 30-án a török támadást visszaverte az ausztrál könnyűlovasság. A nemzetközösségi katonákat két területen kezdték temetni, amelyek között 18 méter és egy lövészárok volt. A sírkertben 45 új-zélandi, 30 ausztrál és egy brit azonosított katona nyugszik. Rajtuk kívül 16 ismeretlen halott földi maradványait temették el itt.